# Robert Forster (Musiker)
Robert Forster (* 29. Juni 1957 in Brisbane) ist ein australischer Gitarrist, Sänger und Songwriter. Bekannt wurde er als Mitglied der Go-Betweens.

## Leben
1977 traf er Grant McLennan, nach einigen Probemonaten nahm das Duo seine erste Single auf. 1982 veröffentlichten die Go-Betweens ihr erstes Album Send Me a Lullaby, bei dem Forster noch allein den Gesangspart übernahm. Bei den späteren Alben wechselten McLennan und Forster sich ab.
Von der Kritik hochgelobt, gelang der Band niemals der große Durchbruch. Nach dem im Wesentlichen akustischen Album 16 Lovers Lane (1989) lösten McLennan und Forster die Go-Betweens in gegenseitigem Einvernehmen auf, jedoch ohne vorher Schlagzeugerin Lindy Morrison und Multiinstrumentalistin Amanda Brown konsultiert zu haben.
In den darauffolgenden Jahren veröffentlichte Forster vier Soloalben. 1999 veröffentlichte das Label Beggars Banquet eine Kompilation der besten Songs der Go-Betweens. Um das zu bewerben, begaben sich Forster und McLennan zu zweit mit einem akustischen Programm auf weltweite Tournee.
Im Jahr darauf (2000) reanimierten Forster und McLennan die Go-Betweens und veröffentlichten gemeinsam weitere drei Alben, die kommerziell erfolgreicher waren als die Aufnahmen aus den 1980er Jahren. Höhepunkt des Erfolges stellte die Auszeichnung mit dem australischen ARIA-Award für das beste Rockalbum (Oceans Apart) dar.
Robert Forster verkündete kurz nach dem überraschenden Tod von Grant McLennan im Mai 2006, dass dies das definitive Ende der Go-Betweens sei. 2008 erschien sein Album The Evangelist, das unter anderem drei Songs enthält, an denen McLennan noch beteiligt war, darunter mit Demon Days der letzte gemeinsame Song.

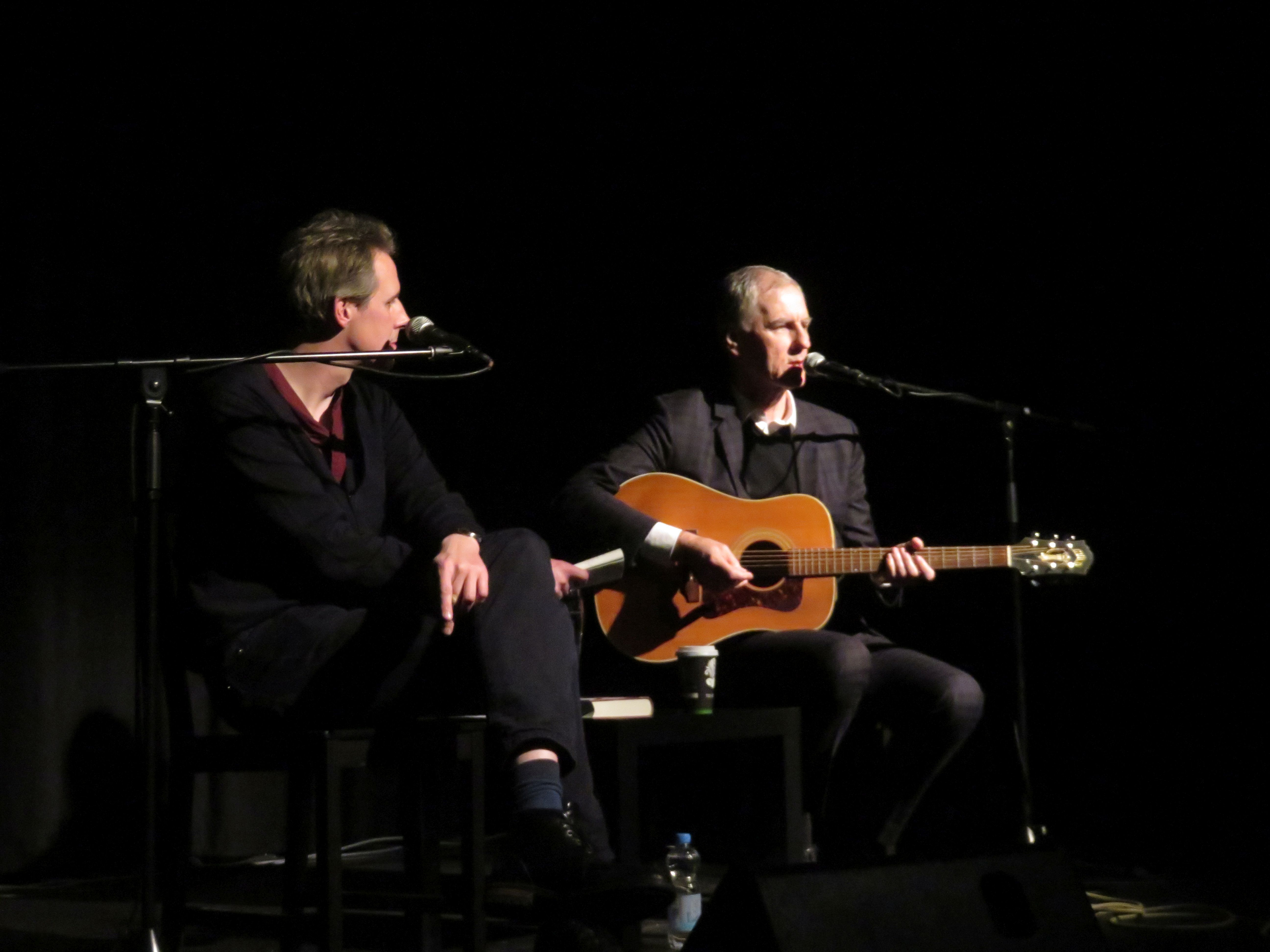
Robert Forster (re.) während einer musikalischen Lesung in der Brotfabrik in Frankfurt am Main (2017)

2016 veröffentlichte Robert Forster seine Memoiren unter dem Titel Grant & I. im Verlag Penguin Books. Das Buch erzählt die Geschichte der Go-Betweens und insbesondere der beiden Protagonisten Forster und McLennan. Im Oktober 2017 erschien die deutsche Übersetzung unter dem Titel Grant & Ich. Im Herbst 2017 war Forster auf Tournee mit Lesung aus seinem Buch und Musik.
2023 veröffentlichte er das Album The Candle and the Flame. Entstanden sind die Songs während des coronabedingten Lockdowns und nach der Krebsdiagnose seiner Ehefrau Karin Bäumler, mit der er seit 35 Jahren verheiratet ist und die auch am Album mitwirkte. Es ist eine Liebeserklärung an seine Frau und an seine niederbayerische zweite Heimat. Ralf Summer schrieb, er habe „… selten so eine schöne, gegenseitige Liebeserklärung auf Platte gehört wie von Karin & Robert.“

## Diskografie

### Soloalben
- 1989: Danger in the Past (Beggars Banquet)
- 1993: Calling from a Country Phone (Beggars Banquet)
- 1995: I Had a New York Girlfriend (Beggars Banquet)
- 1996: Warm Nights (Beggars Banquet)
- 2007: Intermission: The Best of the Solo Recordings 1990–1997 (Compilation. CD1: Robert Forster, CD2: Grant McLennan) (Beggars Banquet)
- 2008: The Evangelist (Tuition (ALIVE))
- 2015: Songs to Play (Tapete)
- 2019: Inferno (Tapete)
- 2023: The Candle and the Flame (Tapete)
- 2025: Strawberries (Tapete)